# Королівське хімічне товариство

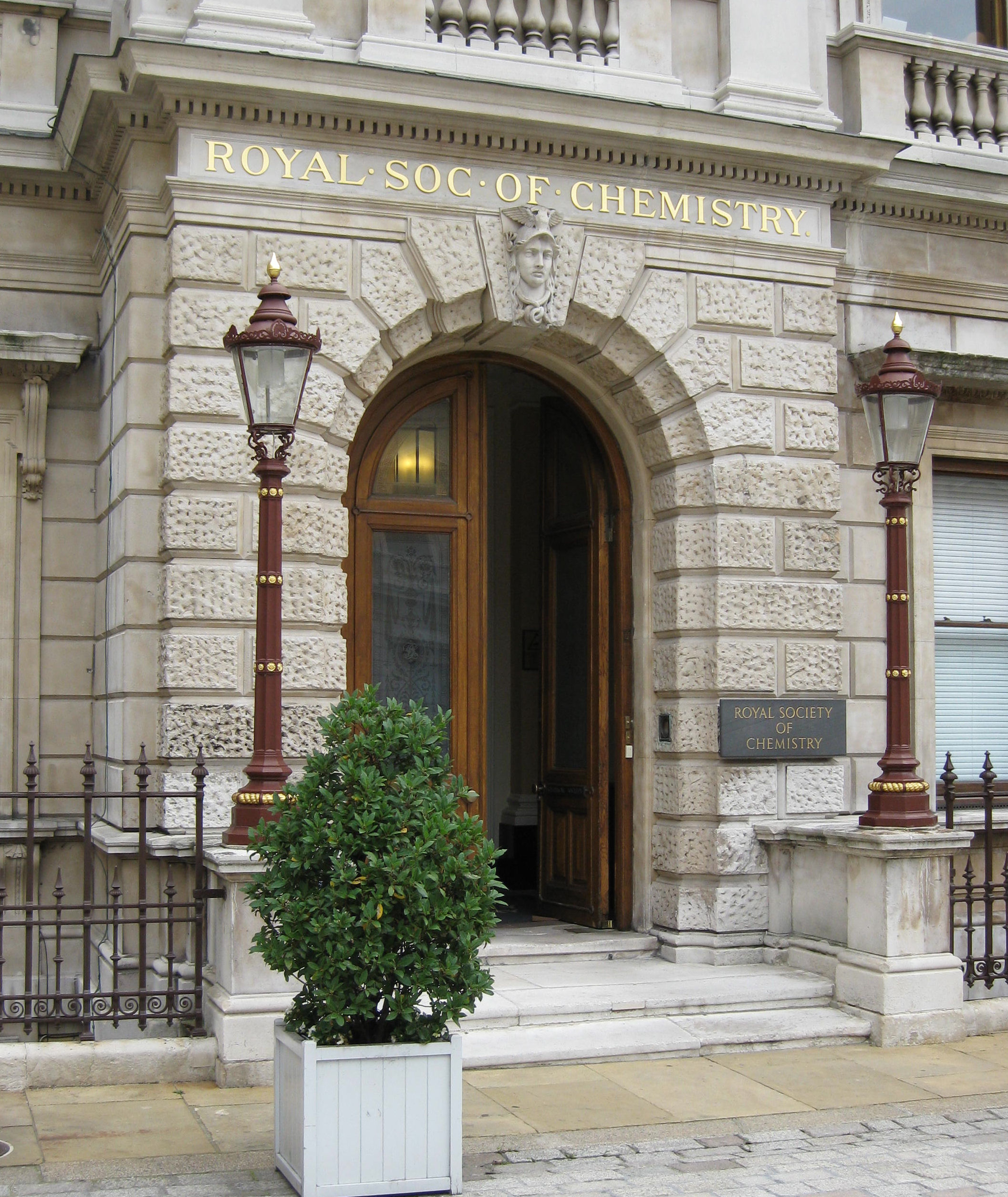
Штаб-квартира Королівського хімічного товариства,, Лондон

Королі́вське хімі́чне товари́ство (англ. Royal Society of Chemistry, RSC) — наукове співтовариство (професійна асоціація) Сполученого Королівства, метою якого є розвиток хімічної науки. Товариство було утворене новим королівським указом у 1980 році шляхом злиття Хімічного товариства, Королівського інституту хімії, Товариства Фарадея і Товариства аналітичної хімії. Товариству надавалася подвійна роль наукової спільноти та професійного об'єднання. Відразу після виникнення Товариство налічувало 34 000 членів усередині Сполученого Королівства і 8 000 за його межами. Штаб-квартира Товариства розташовується за адресою Лондон, Пікаділлі, Берлінгтон-гаус. Його філія також є у Кембриджі у Томас Грем-гаус, названому на честь Томаса Грема, першого президента Хімічного товариства. Там знаходиться видавництво Королівського хімічного товариства. Товариство також має філії у США в Університетському міському науковому центрі штату Філадельфія, а також у Китаї (Пекін і Шанхай) і в Індії (Бенгалуру).
Організація займається науковими дослідженнями, публікує журнали та книги, створює бази даних, а також проводить конференції, семінари та симпозіуми. Товариство є професійною асоціацією британських хіміків і має право присуджувати статус «Chartered Chemist» (CChem, хімік, який отримав королівську грамоту). Крім того, за рішенням Вченої ради Товариство може вручати кандидатам, що мають достатню кваліфікацію, такі грамоти: «Chartered Scientist» (CSci, науковець з королівською грамотою), «Registered Scientist» (дипломований науковець) і «Registered Science Technician» (дипломований науково-технічний спеціаліст). Абревіатурою FRSC позначається група обраних стипендіатів Товариства, що зробили значний внесок у розвиток хімії. Імена стипендіатів щорічно публікуються у лондонській газеті «Таймс». Почесними стипендіатами Товариства (HonFRSC) стають за видатні досягнення в галузі хімії.

## Президент
Президент обирається на два роки. Він носить значок у вигляді колеса зі спицями, в центрі якого розташовується шестикутний медальйон з емалевим портретом Джозефа Прістлі. Прістлі зображений стоячи, використані переважно синій та червоні кольори емалі. Обід колеса зроблений із золота, а спиці — з нетьмяніючих металів.
Станом на 2021 рік президентом Товариства є Джилліан Рід (з 2020 року).
У попередніх періодах цю посаду обіймали:
- 1980−1982 — Еварт Джонс[en] (1911−2002)
- 1982−1984 — Джон Кедоган[en] (1930−2020)
- 1984−1986 — Річард Освальд Чендлер Норман[en] (1932—1993)[17]
- 1986−1988 — Джек Льюїс (1928−2014)[18]
- 1988−1990 — Джон Мейсон Ворд[en] (1921—2014)
- 1990−1992 — Рекс Едвард Річардс[en] (1922−2019)
- 1992−1994 — Чарлз Вейн Різ[en] (1927−2006)[19]
- 1994−1996 — Джон Говард Пернелл[en] (1925−1996)[20]
- 1996−1998 — Едвард Вільям Абель[en] (1931—2021)
- 1998−2000 — Ентоні Ледвіт (1933−2015)[21]
- 2000−2002 — Стівен Віктор Лей[en] (нар. 1945)
- 2002−2004 — Гаролд Крото (1939−2016)
- 2004−2006 — Саймон Кемпбелл[en] (нар. 1941)[22]
- 2006−2008 — Джеймс Фіст[en] (нар. 1938)
- 2008−2010 — Девід Гарнер[en] (нар. 1941)[23]
- 2010−2012 — Девід Філліпс[en] (нар. 1939)[24]
- 2012−2014 — Леслі Єллоуліз[en] (нар. 1953)[25][26]
- 2014−2016 — Домінік Тілдслі[en] (нар. 1952)[27]
- 2016−2018 — Джон Голман[en] (нар. 1946)[28]
- 2018−2020 — Керол Робінсон[en] (нар. 1956)[29]

## Наукові ступені Товариства
- Учасник (Affiliate). Дається студентам і всім, хто має відношення до хімії й хто не відповідає необхідним вимогам для отримання одного з нижче приведених ступенів.
- Асоційований (AMRSC, Associate Member, Royal Society of Chemistry). Це перший рівень членства у Товаристві, ступінь присвоюється випускникам вищих закладів освіти по хімічній спеціальності або ж прирівняним до них особам.
- Член Товариства (MRSC, Member). Вручається випускникам вищих навчальних закладів або прирівняним до них особам, що мають як мінімум трирічний досвід роботи, які набули навичок під час професійних занять.
- Стипендіат (Fellow). Стипендіатами стають за видатний внесок у розвиток хімії.
- Почесний стипендіат (Honorary Fellow). Вручається за видатні заслуги в галузі хімії[30].
- Ступінь «CChem» («Chartered Chemist», хімік, що має королівську грамоту). Розглядається незалежно від членства в Товаристві. Кандидати повинні мати ступінь члена або стипендіата Товариства, демонструвати видатні професійні якості та займатись роботою, для якої потрібні їхні знання з хімії.
- Ступінь «Chartered Scientist» (CSci, науковець з королівською грамотою). Його присуджує Вчена рада згідно з реєстром.
- Європейський хімік (EurChem, European Chemist). Королівське хімічне товариство входить до складу Рада європейських хімічних співтовариств (ECCC) і може присуджувати цей ступінь тим, хто вже має ступінь «CChem».
- Магістр хімічного аналізу (Mastership in Chemical Analysis). Цей поствипускний ступінь кваліфікації, встановлений законом Сполученого королівства, Товариство присуджує хімікам-лаборантам[31]. Для отримання ступеня потрібно надати портфоліо, де підтверджується наявність достатнього досвіду, подати наукове есе і здати одноденний практичний екзамен в лабораторії[32][33].

Ступінь «Випускник Королівського хімічного товариства» (GRSC, Graduate) присуджували у 1981—1995 роках. Для його отримання необхідно було закінчити курси при Товаристві, що прирівнювалось до отримання вченого ступеня в галузі хімії. Він прийшов на заміну ступеня GRIC, який присуджував до того Королівський хімічний інститут (RIC).

## Відділи і форуми
Товариство складається з п'яти відділень і чотирьох форумів, розділених тематично, а також з місцевих відділень, як у Сполученому Королівстві, так і за його межами. Відділи і форуми охоплюють широкі галузі хімії, але при цьому містять у собі численні спеціальні групи, що займаються вужчими питаннями.
- Аналітичний відділ займається питаннями аналітичної хімії і є продовжувачем справи Товариства аналітичної хімії. Включає в собі 12 спеціальних груп.
- Відділ Дальтона, названий в честь Джона Дальтона, займається питаннями неорганічної хімії і включає в собі 6 спеціальних груп.
- Відділ освіти. Займається проблемами хімічної освіти, включає в собі 4 спеціальні групи.
- Відділ Фарадея. Отримав назву на честь Майкла Фарадея, займається фізичною хімією і є продовжувачем справи Товариства Фарадея. Складається з 14 спеціальних груп.
- Відділ органіки. Займається питаннями органічної хімії, включає в собі 6 спеціальних груп.
- Хіміко-біологічний відділ. 2 спеціальні групи.
- Форум з питань навколишнього середовища, виживання та енергетики. 4 спеціальні групи.
- Форум хімії матеріалів. 4 спеціальні групи.
- Промислово-технологічний форум. 13 спеціальних груп.

Крім того, існує 12 спеціальних груп, не включених до складу якогось відділу або форуму.
На території Сполученого Королівства та Ірландії діють 35 місцевих відділень. У країнах, що входять до складу Співдружності Націй, а також у багатьох інших країнах діють представники Товариства і нерідко проводяться різноманітні заходи.

## Видавнича діяльність
Видавництво Товариства неприбуткове: весь прибуток від публікацій вкладається у розвиток хімічної науки.
Крім наукової періодики, у тому числі провідних журналів Товариства «Chemical Communications», «Chemical Science» і «Chemical Society Reviews», Товариство також видає:
- «Education in Chemistry[en]» для вчителів;
- безплатний онлайн-журнал для викладачів хімії «Chemistry Education Research and Practice[en]»;
- журнал із загальної хімії «Chemistry World[en]», який щомісячно розсилається усім членам Товариства в усьому світі. Редакційна колегія журналу складається з 10 фахівців у галузі теорії і промисловості. Журнал вперше вийшов у 2004 році, замінивши журнал «Chemistry in Britain», що видавався з 1965 року. У виданні друкуються новини, статті із загальних питань хімії, наприклад, присвячені історії хімії і технологічним розробкам, рецензії на книги и листи від читачів. Видання журналу «Chemistry World» супроводжується подкастом «Chemistry World Podcast», який веде спеціаліст Кембриджського університету доктор Крис Сміт. Сміт також видає програму The Naked Scientists.
- навчальні посібники: «Tutorial Chemistry Texts» (серія з 23 книг під редакцією проф. Е. В. Абеля), «Molecular World» (головний редактор проф. Е. Л. Смарт).
- книги по історії хімії, у тому числі по історії Товариства Фарадея.

## Берлінгтон-гаус
Лондонська штаб-квартира Товариства знаходиться в Берлінгтон-гаус на Пікаділлі. Тут проводяться заходи для широкої публіки, членів Королівського хімічного товариства та зовнішніх організацій. Як приклад, можна назвати щомісячні лекції з хімії, з яких потім згодом виникли онлайн-лекції на сайті Товариства під назвою «Реакція». В рамках безкоштовних лекцій з точки зору хімії розглядаються різні питання — від приправи карі до музичних уподобань. Заходи в Берлінгтон-гаус зацікавили в читанні публічних лекцій таких відомих наукових авторів, як Філіп Болл, Ентоні Джон Вільямс та Джон Емслі. Здебільшого ці лекції доступні на сайті RSC's Reaction
.

### Історична довідка
Хоча Центр хімії відкрився у цьому будинку лише 2010 року, Королівське хімічне товариство займало його з 1857 року, тоді знане як Хімічне товариство. Основою Хімічного центру є бібліотека Товариства та інформаційний центр, що існує з 1842 року. Протягом багатьох років бібліотека отримувала численні подарунки від знаменитих членів Товариства, зокрема Майкла Фарадея. Бібліотека стала осередком інформації з питань хімічної науки у роки Першої та Другої світових воєн. У листопаді 2014 року Товариство анонсувало нову назву центру: «Королівське хімічне товариство у Берлінгтон-гаус». Назва «Хімічний центр» вийшла з ужитку.

### Бібліотека та інформаційний центр
Товариству належить велика бібліотека, що містить переважно літературу з питань хімії. Члени Товариства, що працюють у Берлінгтон-гаус, можуть користуватися онлайн-доступом до бібліотечних ресурсів. Бібліотека є частиною Хімічного центру та призначена для членів Товариства, проте відвідувачі ззовні також вітаються.

## Премії та нагороди
Товариство щорічно вручає різні премії та нагороди, у тому числі грамоти за досягнення у різних галузях хімії, у спеціальних областях або за досягнення певного ступеня кар'єри хіміка.
Медалі вручаються як самим Товариством, так і його відділеннями. Крім того, існують нагороди, що вручаються «групами інтересів» всередині Товариства.
На честь Майкла Фарадея названо дві нагороди — Фарадеївська лекторська премія і Медаль Фарадея з електрохімії.
На честь століття з моменту утворення Товариства засновано Премію століття.
До нагород, що вручаються централізовано, належать Премії імені Гаррісона—Мелдоли. Нагорода вручається британським хімікам віком до 32 років за створення оригінальних наукових методів. Крім того, централізовано вручається також Премія Кордей−Моргана, що складається з трьох окремих нагород, які вручаються за вагомий внесок в експериментальну хімію, у тому числі в галузі комп'ютерного моделювання. Премія Тільдена, раніше знана як Тільденівська лекція (англ. Tilden Lecture), включає в собі три нагороди, що вручаються хімікам у розквіті кар'єри за досягнення в галузі хімії.
Премії імені Гаррісона—Мелдоли були раніше знані як Медаль і премія Мелдоли, допоки у 2008 році її не об'єднали з Премією Едварда Гаррісона. Цю премію, зокрема, отримали Крістофер Кельк Інголд у 2008 році, Сиріл Норман Гіншелвуд у 1923 році, Р. Г. Стокс у 1946 році, Д. Г. Вільямс у 1966 році і Дж. Шелдрик у 1970 році.
Медаль Кордей—Моргана вручалась Дереку Бартону (1949), Рональду Сіднею Найголму (1950), Фредеріку Сенгеру (1951), Джону Корнфорту (1953), Рексу Річардсу (1954) і Джорджу Портеру (1955). Згодом медаль вручалася багатьом провідним хімікам Сполученого Королівства.
Відділ Фарадея щорічно вручає Премію Марлоу за внесок у розвиток фізичної хімії членами Відділу Фарадея у віці до 32 років. Останніми роками премію отримували Ендрю Орр-Евінг (1999), Джонатан Джонс (2000), Гелен Філдінг (2001), Джонатан Ессекс (2002), Дарен Каруана (2003), Джонатан Рейд (2004), Джулі Макферсон (2005), Фред Менбі (2006) а Алессандро Тройсі (2007).

## Герб

Мала версія герба Товариства

Королівське хімічне товариство має власний герб. Герб представлений у двох версіях. Повний варіант герба включає дві фігури щитотримачів (коронованого лева і єдинорога), а також латинський девіз «Pro scientia et humanitate». Можливий двоякий переклад девізу залежно від того, яке значення поняття «humanitas» використовується: «За науку та освіту» або «В ім'я науки та людинолюбства». У малій версії герба використовується тільки щит, зображення на якому ідентичне до гербу Королівського хімічного інституту.

## Інші ресурси Товариства
- «The Interactive Lab Primer» — сайт, розроблений для розвитку навиків в галузі експериментальної хімії. На сайті поміщено основні рекомендації з техніки безпеки, демонструються прийоми роботи в лабораторії і декілька приладів, даються деякі інші посилання[40].
- «ChemSpider» — створена Товариством база даних по реактивах та їх хімічних властивостях.

У Товариства також є проєкт з розміщення меморіальних знаків Landmarks of Chemistry. Його мета — поміщати пам'ятні знаки у місцях, пов'язаних з важливими для розвитку хімії подіями і людьми. Останні знаки мають шестикутну форму.